# جيوفاني أورلاندو
جيوفاني أورلاندو (بالإيطالية: Giovanni Orlando)‏ هو سباح إيطالي، ولد في 2 فبراير 1945 في نابولي في إيطاليا.

## روابط خارجية
- جيوفاني أورلاندو على موقع الاتحاد الدولي للسباحة (الإنجليزية)
- جيوفاني أورلاندو على موقع أوليمبيديا (الإنجليزية)